# Niewiatrowice
Niewiatrowice – wieś sołecka w Polsce położona w województwie świętokrzyskim, w powiecie pińczowskim, w gminie Działoszyce. Leży przy DW768.
| SIMC    | Nazwa    | Rodzaj    |
| ------- | -------- | --------- |
| 0237506 | Zamłynie | część wsi |

W latach 1975–1998 miejscowość administracyjnie należała do województwa kieleckiego.

## Historia
Niewiatrowice, w roku 1356 Nevetrowycze, wieś w powiecie pińczowskim. Wedle akt sądowych z r. 1356 trzymał tę wieś poprzednio w zastawie Mszczug, wojewoda sandomierski, od którego wykupują za 130 grzywien sukcesorowie jej dziedziców i układają się w sądzie krakowskim między sobą (Kod. mał. t. III s.105).

Zawisza z Kurozwęk biskup krakowski, fundując przy katedrze krakowskiej kolegium mansjonarzy w 1379 r., na uposażenie takowego przeznaczył dziesięciny stołu biskupiego z kilkunastu wsi a między nimi i Niewiatrowic.
W połowie XV w. Niewiatrowice należały do parafii w Działoszycach, dziedzicem wsi był Jan z Czyżowa herbu Półkozic. Wieś miała 12 łanów kmiecych, z 8 łanów brali dziesięcinę mansjonarze, którzy tu mieli własny spichlerz, oni też brali dziesięcinę konopną. Z 4 łanów dawniej folwarcznych – szlacheckich „(militares et praediales)” brał dziesięcinę miejscowy proboszcz. Karczma zaś płaciła mansjonarzom (Długosz L.B. t.I s.263,s.7)
Niewiatrowice w wieku XIX opisano jako wieś i folwark w powiecie pińczowskim, gminie Sancygniów, parafii Działoszyce.

Folwark Niewiatrowice należał do dóbr Chmielów.

W 1827 r. było 18 domów, 157 mieszkańców
Według spisu powszechnego z roku 1921 w Niewiatrowicach było 39 domów, 278 mieszkańców.